# منوراژی
منوراژی (به انگلیسی: Menorrhagia) (پُردشتانی) که برخی آنرا «هایپرمنوره» می‌گویند. اغلب زنان در دوره‌ای از زندگی خود، خونریزی شدید قاعدگی را تجربه می‌کنند. بعضی از آنها تقریباً در تمامی دوره‌ها خونریزی شدید دارند. پزشکان اصطلاحاً به این خونریزی شدید یا طولانی، «منوراژی» که اغلب به دلیل وجود توده یا تومورهای بدخیم در رحم ایجاد می‌شود و باعث افزایش حجم خونریزی در دوران قاعدگی تا بیش از ۸۰ سی سی است.
با وجود اینکه خونریزی شدید ماهانه در میان زنان در پیش از یائسگی شایع است، تنها درصد کمی از زنان آنقدر زیاد خون دفع می‌کنند که در حد «منوراژی» باشد. برای اینکه خونریزی ماهانه به حد منوراژی برسد باید حداقل بعضی از علایم زیر را ایجاد کند:
1. خونریزی به حدی برسد که یک نواربهداشتی یا بیشتر در یک ساعت کاملاً خیس شود و این وضع تا ساعت‌های متمادی طول بکشد.
2. در طول شب نیاز به تعویض نوار بهداشتی باشد.
3. عادت ماهانه بیش از ۵ روز طول بکشد.
4. خونریزی ماهانه به‌قدری شدید باشد که در زندگی معمول فرد اختلال ایجاد کند.
5. احساس درد مداوم در زیر شکم در طول قاعدگی ایجاد کند.
6. قاعدگی نامنظم شود.
7. خستگی، بی‌حالی و تنگی نفس (علایم کم‌خونی) ایجاد کند.

## درمان
درمان این مشکل بر تشخیص علت استوار است. درمواردی که علت مشخصی یافت نشود استفاده از قرصهای جلوگیری از حاملگی خوراکی و آنتی آندروژنها مانند دانازول مفیدند. در خانمهای سنین بالا می‌توان برداشتن رحم را مطرح کرد.
همچنین با استفاده از عمل اندومتریال ابلیشن می‌توان در منوراژی‌های خوش‌خیم از خارج کردن رحم جلوگیری کرد.
روش تخریب آندومتر به وسیله بالن آب گرم کاواترم
یکی از روش‌های مؤثر برای درمان خونریزی‌های غیرطبیعی رحم، استفاده از روش ابلیشن رحم (تخریب اندومتر) با بالن آب گرم کاواترم (Cavaterm) می‌باشد روش درمانی کاواترم از نسل گلوبال اندومتریال ابلیشن (تخریب اندومتر) است که روشی ساده و قابل اعتماد بر اساس مدل درمانی کم تهاجمی می‌باشد که می‌تواند درمان مناسب و حتی در مواردی جایگزین عمل هیسترکتومی باشد.
در این روش تمام یا بخش اعظمی از لایه داخلی رحم (بازال) که منشأ خونریزی هاست تا عمق ۱۰ میلیمتر غیرفعال می‌شود و خونریزی یا به صورت دائم از بین می‌رود یا به میزان زیادی کاهش می‌یابد.
در این روش جراحی باز انجام نمی‌شود و در مدت زمان ۱۰ دقیقه توسط یک بالن آب گرم با میانگین دمای ۷۸ درجه سانتی گراد و فشار میانگین ۲۴۰–۲۳۰میلی‌متر جیوه تخریب دیواره رحم تحت حفاظت بالن انجام می‌شود.
در بیمارانی که بیماری‌های زمینه ای مثل نارسایی کلیوی، کبدی، قلبی عروقی، دیابت یا هر گونه عارضه ای که تحت جراحی با بیهوشی طولانی مدت جهت انجام عمل هیسترکتومی نمی‌توانند قرار گیرند نیز به عنوان درمان موقت یا دائم تحت بیهوشی اسپاینال یا اپیدورال می‌تواند انجام شود.
مزایای اصلی:
نتیجه درمان با کاواترم دائمی است
در اکثر موارد، این فرایند به شکل سرپایی انجام می‌گیرد و احتیاجی به بستری شدن ندارد و بیماران می‌توانند به کارهای روزانه خود بازگردند.
این روش بر خلاف سایر روش‌ها به دلیل عدم تماس مستقیم ابزار سوزاننده با دیواره رحم هیچ گونه پارگی یا آسیب به عضوهای دیگر بدن را ایجاد نمی‌کند(نکروز آب گرم)
رحم به عنوان عضو اصلی بدن حفظ می‌شود (احتیاجی به خارج سازی رحم/هیستروکتومی نیست). بنابراین مشکلاتی از قبیل افسردگی، اختلالات هورمونی و … به وجود نمی‌آید.
هزینه این عمل کم تهاجمی بسیار پایین‌تر از جراحی‌های سنگین دیگر است.
حدوداً ۹۵ درصد زنانی که با این روش مورد درمان قرار گرفته‌اند رضایت کامل داشته‌اند .
قبل از انجام این عمل باید به مواردی توجه داشت :
۱-تعداد فرزندان آنها کامل باشد زیرا به دلیل تخریب دیواره رحمی نباید بارداری صورت بگیرد و حتماً باید با داروهای ضدبارداری کنترل شود
۲- بیمار خواهان حفظ رحم باشد.
۳-علت دقیق خونریزی مشخص شود رحم‌های داری ناهنجاری‌ها مادرزادی مناسب این درمان نیستند
۴-بررسی پاتولوژی و بیوپسی رحم و اندومتر در ۱۲ ماه اخیر و عدم وجود سلول‌های غیرطبیعی خوش‌خیم و بدخیم
۵- اگر آی‌یودی دارند باید خارج شود.
۶-عفونت فعال ژنتیالیا یا سیستم ادراری وجود نداشته باشد .
۷-ضعف در دیواره رحم نداشته باشد حتی اگر ضخامت میومتر مناسب باشد (میومکتومی -سزارین با برش طولی، تروما و..)
۸-هر گونه آنومالی که باعث باز شده بالن در داخل رحم نشود وجود نداشته باشد .
۹-ضخامت میومتر در کل دیواره رحم نباید نازک‌تر از ۱۲میلی‌متر باشد.
۱۰-رحم میوماتوز با ابعاد بزرگتر از ۳سانتی‌متر نداشته باشد
۱۱-سرویکس بزرگتر از ۶ سانتی‌متر نداشته باشد
۱۲-میوم (ساب موکوزا) بزرگتر از ۲سانتی‌متر نداشته باشد
۱۳-طول حفره (کاویته) رحم بزرگتر از ۱۰سانتی‌متر و کوچکتر از۴سانتی مترنباشد